# Вест-Бівер Тауншип (округ Снайдер, Пенсільванія)
Вест-Бівер Тауншип (англ. West Beaver Township) — селище (англ. township) в США, в окрузі Снайдер штату Пенсільванія. Населення — 1130 осіб (2020).

## Демографія
Згідно з переписом 2010 року, у селищі мешкало 1110 осіб у 400 домогосподарствах у складі 310 родин. Було 486 помешкань
Расовий склад населення:
| - 98,1 % — білих - 0,2 % — чорних або афроамериканців - 0,1 % — корінних американців |

До двох чи більше рас належало 1,3 %. Частка іспаномовних становила 0,7 % від усіх жителів.
За віковим діапазоном населення розподілялося таким чином: 25,8 % — особи молодші 18 років, 60,9 % — особи у віці 18—64 років, 13,3 % — особи у віці 65 років та старші. Медіана віку мешканця становила 39,1 року. На 100 осіб жіночої статі у селищі припадало 109,8 чоловіків;  на 100 жінок у віці від 18 років та старших — 109,1 чоловіків також старших 18 років.
Середній дохід на одне домашнє господарство  становив 55 415 доларів США (медіана — 47 750), а середній дохід на одну сім'ю — 58 317 доларів (медіана — 49 875). Медіана доходів становила 35 909 доларів для чоловіків та 30 000 доларів для жінок. За межею бідності перебувало 8,4 % осіб, у тому числі 12,8 % дітей у віці до 18 років та 3,0 % осіб у віці 65 років та старших.
Цивільне працевлаштоване населення становило 505 осіб. Основні галузі зайнятості: виробництво — 28,3 %, освіта, охорона здоров'я та соціальна допомога — 16,4 %, будівництво — 12,5 %, сільське господарство, лісництво, риболовля — 11,3 %.